# Diari Oficial de la Generalitat Valenciana
El Diari Oficial de la Generalitat Valenciana, antigament conegut com a Butlletí Oficial del Consell del País Valencià i Diari Oficial de la Comunitat Valenciana, és el butlletí oficial de l'administració pública del País Valencià.

## Butlletí Oficial del Consell del País Valencià(1978)
L'actual Diari Oficial de la Generalitat Valenciana es va crear per decret de 3 de maig de 1978 del Consell del País Valencià, sota la presidència de Josep Lluís Albiñana, amb el nom de Butlletí Oficial del Consell del País Valencià.
El primer número es va publicar el 19 de maig de 1978, encapçalat pel decret de creació i publicació del Butlletí Oficial del Consell del País Valencià, seguit del Reial Decret Llei 10/1078, de 17 de març, pel qual es va aprovar el règim preautonòmic del País Valencià, així com dels edictes i decrets de nomenament del president i dels consellers i dels d'assignació de les distintes conselleries del primer govern del Consell.
Aquesta denominació inicial de Butlletí Oficial del Consell del País Valencià es va mantenir durant tot el període preautonòmic, en què va ser l'instrument de publicació de totes les disposicions destinades a conformar l'estructura institucional del Consell i la seua periodicitat va ser gairebé mensual fins a gener de 1980, en què va començar a aparèixer de forma quinzenal, aproximadament els dies 1 i 15 de cada mes, i se'n van publicar 73 números durant aquest període anterior a l'aprovació de l'estatut d'autonomia, l'últim dels quals l'1 de juliol de 1982.

## Diari Oficial de la Generalitat Valenciana(1982)
L'aprovació de l'Estatut d'Autonomia de la Comunitat Valenciana va iniciar una nova etapa política i també va implicar el canvi de designació del butlletí com a Diari Oficial de la Generalitat Valenciana, denominació recollida en el capítol IV, article 17.4 del text estatutari. El primer número amb la nova denominació, que inclou la publicació del text de l'estatut, va ser publicat el 15 de juliol de 1982.
El Decret de 3 de desembre, pel qual s'aprova el Reglament de Règim Interior del Consell de la Generalitat Valenciana (DOGV núm. 85, de 17.12.1982), atribueix al Diari Oficial de la Generalitat Valenciana la publicació de totes les normes, disposicions i actes emanats del Govern Valencià que així ho requereixin. Per altra banda, el Reglament de Règim Intern de la Presidència del Consell, aprovat per decret de la mateixa data, designa que l'òrgan competent per a ordenar la seva publicació fos el president del Consell, i crea el Servei de Publicacions i «Diari Oficial de la Generalitat Valenciana», adscrit a la Secretaria General Tècnica. A partir d'aquest moment, la periodicitat passa a ser setmanal, aproximadament.
El Decret 86/1983, de 18 de juliol, aprova el Reglament del Diari Oficial de la Generalitat Valenciana (DOGV núm. 114, de 28.07.1983). Aquest reglament constitueix una primera ordenació sistemàtica del seu funcionament, atesa la conveniència d'ampliar les disposicions publicables no només a aquelles que emanessin de la Generalitat, sinó a totes aquelles que afectessin els interessos generals de la Comunitat Valenciana. Al mateix temps estima la necessitat d'ordenar-les i de sistematitzar-les per seccions, veu la procedència de regular les subscripcions al Diari Oficial i els drets econòmics que comporten, i atribueix al president de la Generalitat o al conseller de Presidència les competències de la Generalitat en les matèries que facen referència a aquest.
Habitualment comença a publicar-se cada dijous a partir d'agost de 1983, encara que hi pugui aparèixer també ocasionalment algun altre dia. Entre maig de 2004 i novembre de 1985 es publica dos dies per setmana, el dilluns i el dijous; i tres a partir de gener de 1986, el dilluns, el dimecres i el divendres, fins a arribar a la periodicitat diària actual, de dilluns a divendres, en octubre de 1986.

## Diari Oficial de la Generalitat Valenciana(1986)
A causa d'una reestructuració funcional i competencial del Govern Valencià, i a l'haver-se detectat alguns problemes en l'experiència pràctica, es va regular de nou l'ordenació del Diari Oficial de la Generalitat Valenciana, mitjançant Decret 142/1986, de 24 de novembre, del Consell de la Generalitat Valenciana.
En ell es va establir el primer canvi de denominació d'aquesta publicació oficial, pel de Diari Oficial de la Generalitat Valenciana, al mateix temps que s'instituïa la consideració oficial i autèntica del text redactat tant en valencià com en castellà.
Una nova ampliació quant als tipus documentals a inserir es va decretar, considerant-se objecte de publicació:
- Les lleis de la Generalitat Valenciana, decrets, ordres o altres disposicions de caràcter general que emanin del President de la Generalitat, del Consell, de les Comissions Delegades del Govern, de les conselleries o d'altres organismes de l'Administració autònoma i institucional.

- Les disposicions i resolucions emanades de l'Administració central i local que afectin els interessos generals de la Comunitat Valenciana.

- Les resolucions, convenis, instruccions i acords procedents de l'Administració autonòmica i institucional, de les diputacions provincials, dels ajuntaments i altres entitats de l'Administració local de la Comunitat així com d'altres corporacions o entitats públiques, quan ho exigeixi una disposició general.

- Les convocatòries i incidències d'oposicions i concursos per a la provisió de places de l'Administració autònoma i institucional de la Comunitat Autònoma.

- Els anuncis, edictes, convocatòries, etc., que per a la seva publicació li remetin tant els òrgans oficials com els particulars i, en general, tot allò que imposi una norma jurídica.

## Nova regulació en 1997
Deu anys després, es va portar a terme una important modificació de la regulació del Diari Oficial de la Generalitat Valenciana, que va iniciar el procés per a la modernització amb la incorporació de les noves tecnologies en el funcionament de l'administració.
Per Decret 6/1997, de 28 de gener, es va determinar la freqüència de publicació, l'estructura i format; es van preveure altres suports diferents del paper i va adequar-se a la implantació progressiva de noves tècniques en la gestió i edició. En l'article tercer va quedar establert que:
- El DOGV es publicarà tots els dies de l'any, excepte els dissabtes i diumenges i els dies declarats inhàbils en tot l'àmbit territorial de la Comunitat Valenciana. Aquesta regla es podrà variar en atenció a les necessitats de publicació, apreciades pel conseller de Presidència.

- L'edició del DOGV es realitzarà en suport paper i, si escau, en microfitxes o suport informàtic, i es podrà transmetre's per qualsevol mitjà al que es pugui accedir per al millor servei al públic.

A l'article quart es determinava l'oficialitat dels textos i normes relatives a la seva edició:
- El DOGV s'edita en els dos idiomes oficials de la Comunitat Valenciana, i ambdós textos tenen la consideració d'oficial i autèntic. Els errors es corregiran en la forma prevista en l'article 16.

- El DOGV s'editarà en números diaris. Cada número constarà d'un o diversos fascicles. Així mateix, en atenció a les necessitats de publicació, es podran editar suplements.

- En la capçalera del DOGV figurarà l'escut de la Generalitat Valenciana i el títol complet de Diari Oficial de la Generalitat Valenciana.

- Hi figurarà l'any d'edició del DOGV, la data i el nombre del DOGV.

- Al començament de cada pàgina del DOGV figurarà el número d'aquest, any, mes i dia i el número de pàgina.

- El DOGV es distribuirà al públic mitjançant subscripció o per venda d'exemplars solts d'acord amb l'article 17 del citat decret.

## Accessible en Internet des de 1999
Des de 1999 el Diari Oficial de la Generalitat Valenciana és accessible via web, encara que mancada de validesa oficial la seva edició.
Aquest nou avanç tecnològic ha permès que el nombre de subscriptors del diari en Internet superés els de l'edició en paper, cosa que va desencadenar al final de 2006 una nova regulació d'aquesta publicació oficial, que va entrar en vigor l'1 de gener de 2007.

## Diari Oficial de la Comunitat Valenciana(2007)
Per Decret 183/2006, de 15 de desembre, del Consell s'estableix que el Diari Oficial es publicarà en format electrònic, com a única versió, oficial i autèntica, i quedarà garantida la identificació del titular competent per a la seva publicació, i de la voluntat de la publicació del Diari Oficial, a través de la signatura electrònica del document per part d'aquest.
La difusió es realitzarà a través de la pàgina web oficial del diari, en l'adreça: https://www.docv.gva.es Arxivat 2009-01-19 a Wayback Machine., dintre del portal web de la Generalitat, i se'n garantirà en tot cas l'autenticitat i integritat del contingut, així com l'accessibilitat.
Per a aquells ciutadans o entitats que no puguin disposar d'accés al suport electrònic, la Generalitat facilitarà gratuïtament la consulta i obtenció de còpies dels documents publicats.
Al mateix temps el citat decret estableix un nou canvi de denominació pel de Diari Oficial de la Comunitat Valenciana (DOCV), justificat per la mateixa naturalesa d'aquest mitjà, a l'incloure no sol insercions de la Generalitat, sinó també les corresponents a les corporacions locals, així com les d'altres organismes, institucions i entitats, tant de caràcter públic com privat.
Quant a la periodicitat en la seva publicació es manté l'establerta amb caràcter habitual, tots els dies de l'any, excepte els dissabtes, diumenges i aquells dies declarats inhàbils en tot l'àmbit territorial de la Comunitat Valenciana, però es determina que excepcionalment, atenent a les necessitats benvolgudes per la Presidència de la Generalitat, podrà publicar-se el Diari Oficial en qualsevol dia de l'any.
El seu contingut s'ordenarà en les següents seccions i subseccions:
- I. Disposicions generals.

- II. Autoritats i personal.

a) Ofertes d'ocupació pública, oposicions i concursos.
b) Nomenaments i cessaments.
c) Altres assumptes.
- III. Actes administratius.

a) Autoritzacions i concessions.
b) Subvencions i beques.
c) Altres assumptes.
- IV. Administració de Justícia.

- V. Anuncis.

a) Ordenació del territori i urbanisme.
b) Licitació i adjudicació de contractes.
c) Altres assumptes.
Dintre de cada secció i subsecció s'ordenaran els documents agrupant-los segons el seu origen, precedits del corresponent epígraf identificatiu de l'òrgan o persona física o jurídica de la qual procedeixi el document i seguint un ordre alfabètic general.
L'ordre dintre de cada secció i subsecció, excepte en la Secció IV, serà el següent:
- 1r. Documents procedents de la Generalitat: en primer lloc els documents de la Presidència, seguidament els procedents de les diferents Conselleries, seguint el seu ordre alfabètic, i en tercer lloc els documents de les institucions, empreses i entitats de la Generalitat.

- 2n. Documents procedents de l'administració de l'Estat.

- 3r. Documents procedents de l'administració Local.

- 4t. Documents d'altres Administracions Públiques.

- 5è. Anuncis de particulars o persones jurídiques privades.

En la Secció IV els documents s'ordenaran alfabèticament atenent a l'òrgan emissor del document.
- La publicació de les Lleis de la Generalitat es farà, sota l'epígraf de la Presidència de la Generalitat, en la secció de disposicions generals i ordenades pel nombre de la disposició.

- Els Decrets i Acords del Consell es publicaran sota l'epígraf de l'ordre dels departaments que els hagin proposat.

- Dintre de cada epígraf, els documents s'ordenaran segons la jerarquia administrativa o normativa. Si en el mateix epígraf han d'aparèixer dos o més documents del mateix rang jeràrquic, s'ordenaran per la seva data i a més pel nombre que, si escau, tinguin assignat. Les correccions d'errors s'ordenaran segons el document que vengen a corregir.

Tal com es determina en el citat decret, mitjançant aquesta nova regulació, pionera a l'Estat espanyol, se substituïx el tradicional DOGV en format paper, amb un alt cost econòmic i ecològic, per una edició electrònica DOCV, com única vàlida i autèntica, accessible a tots els ciutadans de forma lliure i gratuïta, i amb els mateixos efectes que els atribuïts fins ara a l'edició impresa en paper.

## Diari Oficial de la Generalitat Valenciana(2016)

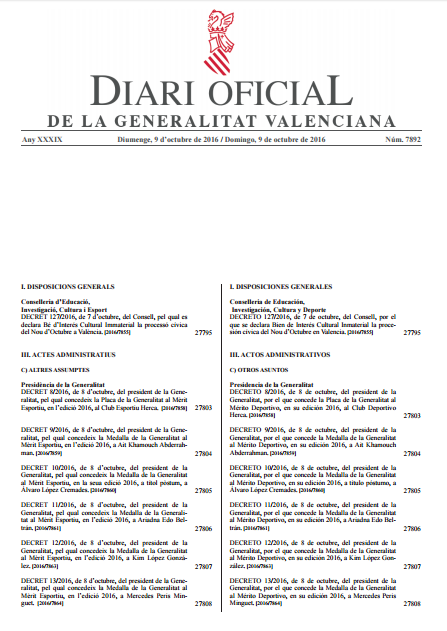
Portada del DOGV del 9 d'octubre de 2016, dia en què recuperà el nom de Diari Oficial de la Generalitat Valenciana.

Mitjançant el Decret 126/2016 de 7 d'octubre de 2016 es modifica la denominació del Diari Oficial de la Comunitat Valenciana i es recupera el nom del Diari Oficial de la Generalitat Valenciana, l'acrònim del qual és DOGV. Aquesta modificació entrà en vigor el 9 d'octubre de 2016.